# Mauerkammergrab von Heiligenthal

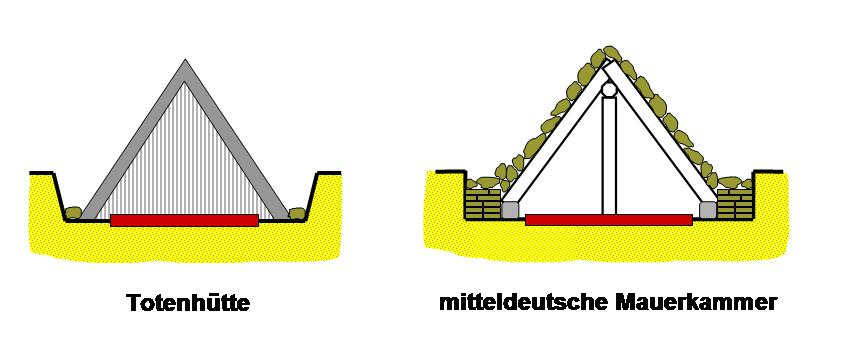
Totenhütte (Bohlenkammer) und Mauerkammergrab

Das Mauerkammergrab von Heiligenthal ist ein archäologischer Fundplatz in Sachsen-Anhalt.

## Beschreibung
Das etwa 0,5 m eingetiefte Mauerkammergrab von Heiligenthal (nach Beier Heiligenthal 1) lag auf dem Sommerberg in Heiligenthal, einem Ortsteil der Stadt Gerbstedt im Landkreis Mansfeld-Südharz. Es wurde 1908 von Wilhelm Rauch (1871–1952) ausgegraben und 1911 publiziert. 
Die Ost-West orientierte 3,5 m × 2,25 m große Kammer mit einem Bodenpflaster hatte eine West- und Südwand aus Trockenmauerwerk. Die Ost- und Nordwände bestanden aus aufgerichteten Platten. Auf eine Steinabdeckung gibt es keine Hinweise. An die Südwand wurde an der Innenseite etwa mittig eine mit einer Platte abgedeckte Steinkiste aus kleinen Steinen angebaut. 
Ein diagonal liegendes gestrecktes Skelett mit Kopf im Nordwesten, der Schädel auf eine Steinplatte gebettet, war die einzige aufgefundene Bestattung.

## Beigaben
Als Beigaben fanden sich Reste von mindestens sieben Gefäßen, von denen vier und eine Trommel im Grab (Steinkiste) deponiert waren, eine Bärenkralle war an der rechten Schläfe, eine Tasse in der Nähe des Rumpfes und ein von einer Schale bedecktes Gefäß im Nordosten der Kammer. 
Die Keramik gehört sowohl der Walternienburger als auch der Bernburger Kultur an. Der Grabbau ist typisch bernburgisch, wohingegen die gestreckte Bestattung in den Walternienburger Bereich weist. Eine Tasse nimmt eine Zwischenstellung zu den Opperschöner Kannen ein, so dass Kontakte zur Salzmünder Kultur vorliegen.
Ein zweites Grab in Heiligenthal lag auf dem Sehringsberg und war vom Typ her, obwohl 1910 ausgegraben, nicht mehr bestimmbar.